# Joe Gibbs Racing
Joe Gibbs Racing, auch bekannt unter der Abkürzung JGR, ist eine Gruppe von NASCAR-Teams, die von Joe Gibbs gegründet wurden und der auch deren Besitzer ist. Nach seiner Karriere im American Football wechselte er 1991 zum Motorsport. Das Hauptquartier von Joe Gibbs Racing befindet sich in Huntersville, North Carolina, unweit von Charlotte. Seit dem Jahr 2000 erzielten die einzelnen Teams insgesamt drei Meisterschaften im Monster Energy NASCAR Cup Series.
Joe Gibbs Racing geht sowohl im Sprint Cup als auch in der Xfinity Series an den Start. Fahrer des Teams sind Denny Hamlin, Christopher Bell, Martin Truex jr. sowie Ty Gibbs. Am 5. September 2007 verkündete Joe Gibbs Racing, dass sie das Flaggschiff von Toyota ab der Saison 2008 sein werden und von Chevrolet auf den Toyota Camry wechseln.

## Monster Energy NASCAR Cup Series

### Wagen #11

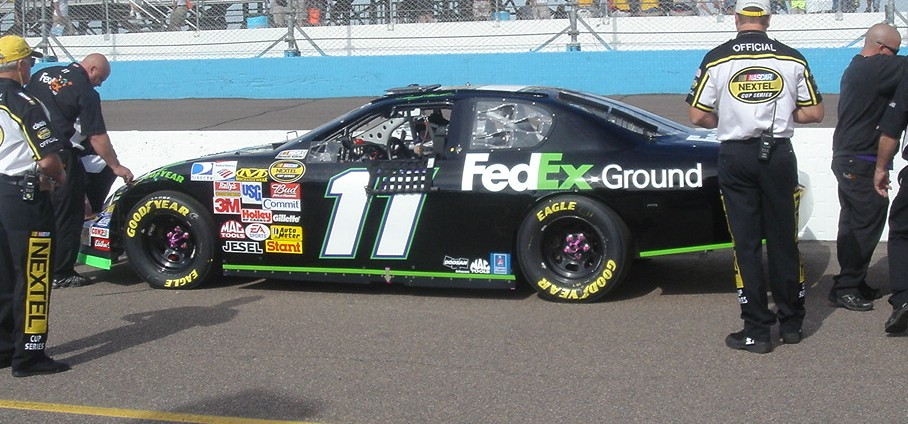
Denny Hamlins #11 FedEx Chevy bei der Inspektion beim Checker Auto 500 am 12. November 2006.

Ursprünglich handelte es sich beim Wagen mit der Startnummer 11 um ein Test- und Entwicklungsfahrzeug. In der Saison 2003 wurde es beim Pepsi 400 unter der Startnummer 80 und mit Advair als Sponsor das erste Mal im Winston Cup eingesetzt. Mike Bliss fuhr dieses Rennen und beendete es auf Platz 26. Der nächste Einsatz des Wagens erfolgte erst beim Tropicana 400 der Saison 2004 mit ConAgra und SlimJim als Sponsor, wo Bliss den 31. Platz belegte. Nach einem vierten Platz beim Chevy Rock and Roll 400, dem Herbstrennen auf dem Richmond International Raceway wurde die Startnummer von 80 in 11 geändert und Ricky Craven fuhr den Wagen zu einem 30. Platz auf dem Talladega Superspeedway. Anschließend absolvierte J. J. Yeley zwei Rennen mit der Startnummer 11.
In der Saison 2005 wurde das Auto zum ersten Mal eine komplette Saison eingesetzt. Neuer Sponsor wurde FedEx. Jason Leffler fuhr die ersten 19 Rennen, wurde anschließend aber wegen schlechter Ergebnisse entlassen. Den Rest der Saison fuhren Yeley, Terry Labonte und Denny Hamlin den Wagen. Letztgenannter hatte mit sieben Starts die meisten der drei Fahrer und beendete drei der Rennen unter den Top 10. Daraufhin wurde Hamlin der neue Fahrer des Wagens für die Saison 2006. Er erzielte drei Pole-Positionen sowie drei Siege, was ihm am Ende der Saison den dritten Platz in der Meisterschaft einbrachte.

### Wagen #18/#54

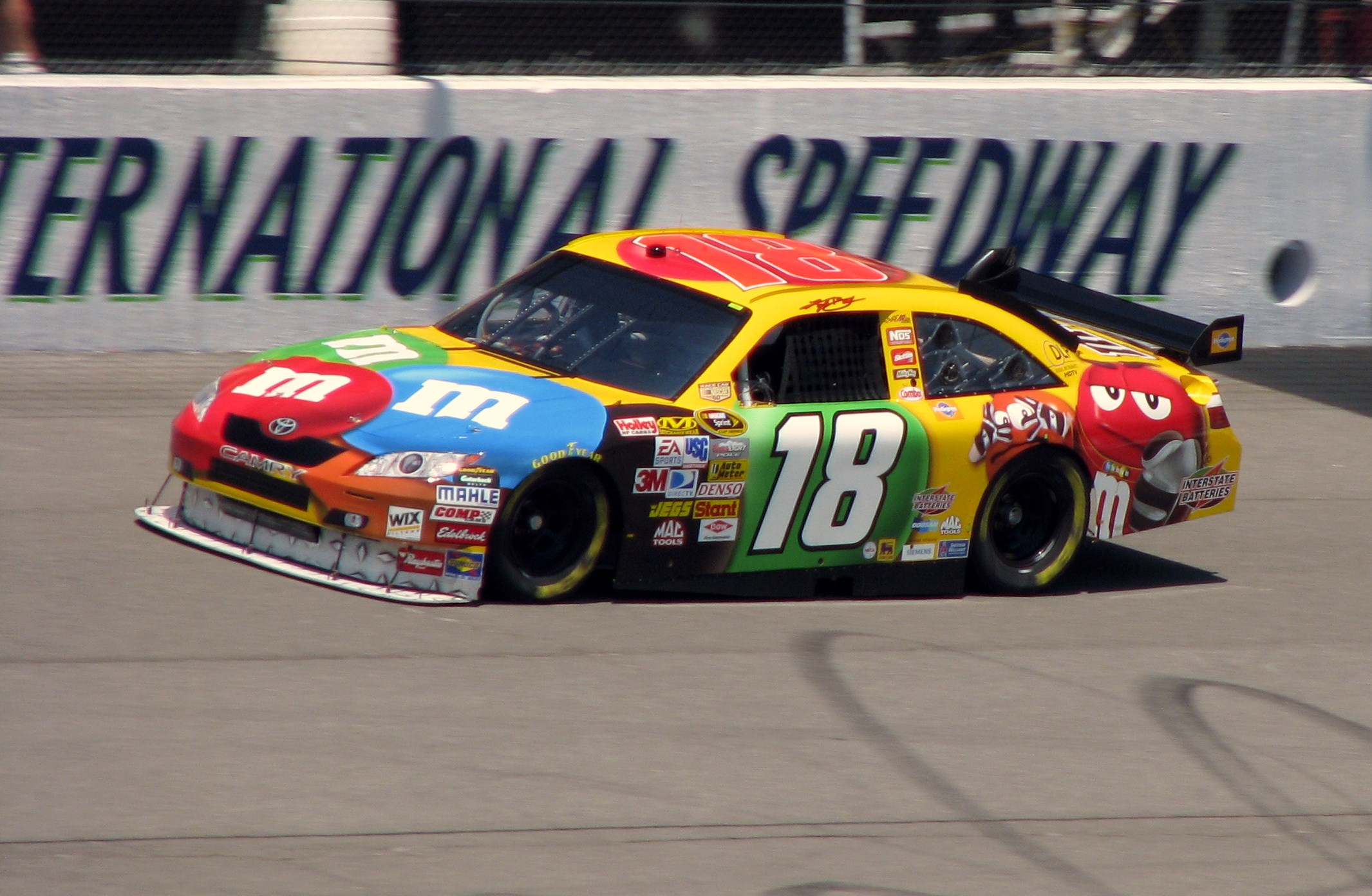
Kyle Busch’ Wagen in Michigan 2008

Der Interstate Batteries-Chevrolet mit der Startnummer 18 gehört schon seit der Gründung von Joe Gibbs Racing zum Team. Sein Debüt feierte er beim Daytona 500 der Saison 1992 mit Dale Jarrett am Steuer, der nach einem Unfall 36. wurde. Am Ende der Saison lag er auf Platz 19. Die Saison 1993 verlief deutlich besser und nachdem Jarrett das Daytona 500 zu Saisonbeginn gewonnen hatte, wurde er Vierter in der Meisterschaft.
Nachdem sich Jarrett in der Saison 1994 auf den 16. Platz verschlechterte, übernahm Bobby Labonte den Wagen und fuhr ihn bis zum Ende der Saison 2005. Labonte gewann 21 mit der Startnummer 18 sowie den Winston Cup im Jahre 2000. Nach der Meisterschaft verschlechterten sich die Ergebnisse und in den letzten beiden Jahren konnte Labonte keinen Sieg mehr erzielen. Maßgeblichen Einfluss auf diese Entwicklung hatte die Kündigung von Crew Chief Michael McSwain in der Mitte der Saison 2004, als Labonte mit seinem neuen Crew Chief Brandon Thomas die Chancen auf die Teilnahme am Chase for the Nextel Cup verspielte. Neuer Crew Chief ab der Saison 2005 wurde Steve Addington. Aber Probleme unter anderem mit dem Wagen verfolgten anschließend das Team, und so trennten sich Joe Gibbs Racing und Labonte nach elf Jahren.
Am 12. November 2005 J. J. Yeley als Nachfolger für die Saison 2006 und 2007 vorgestellt, der in seiner ersten vollen Saison auf Platz 29 in der Meisterschaft landete. Am 14. August 2007 gab Joe Gibbs Racing bekannt, dass Kyle Busch ab der Saison 2008 den Wagen mit der Startnummer 18 bis Ende 2010 fahren würde.
2015 zog sich Kyle Busch beim Xfinity Rennen in Daytona eine schwere Verletzung zu. Daraufhin musste er die ersten 11 Rennen der Sprint Cup Series 2015 ausfallen lassen. Sein Comeback feierte er beim All-Star Race auf dem Charlotte Motor Speedway. Durch eine Lockerung der Chase Regeln für ihn (Er musste es in die TOP 30 schaffen, ohne dass er alle Rennen bestreiten muss) gelang ihm, durch seine insgesamt 4 Siege in den restlichen 15 Rennen, der Einzug in den Chase for the Sprint Cup. Durch seinen 5. Sieg in der NASCAR Saison 2015 beim Ford EcoBoost 400 auf dem Homestead-Miami Speedway, krönte er sich zum ersten Mal in seiner Karriere zum Sprint Cup Champion. Dies war ebenfalls der erste Titel für Toyota in der höchsten Klasse der NASCAR.
Kyle Busch gewann im Jahr 2019 eine zweite Meisterschaft und krönte sich zum Monster Energy NASCAR Cup Series Champion.
Nach langwierigen Vertragsverhandlungen im Jahr 2022 wurde bekanntgegeben, dass der zweimalige Champion das Team mit Ende der 2022er-Saison verließe. Ty Gibbs, Enkelsohn von Joe Gibbs, übernahm das Cockpit der umbenannten #54-Maschine mit Sponsoring von Monster Energy.

### Wagen #19
Seit der Saison 2015 wird dieses Fahrzeug von JGR eingesetzt und von Carl Edwards pilotiert. In seiner ersten Saison für JGR erreichte er, durch seine Siege beim Coca-Cola 600 auf dem Charlotte Motor Speedway und dem Bojangles’ Southern 500 auf dem Darlington Raceway den Chase. Dort kämpfte er bis zur Eliminator Round (TOP 8) um den Titel Sprint Cup Champion 2015. In den Saisonen 2017 und 2018 wurde dieses Fahrzeug von Daniel Suárez besetzt. Seit 2019 pilotiert Martin Truex jr. die #19 und stoß 2020 und 2021 bis in Championship 4 vor.

### Wagen #20

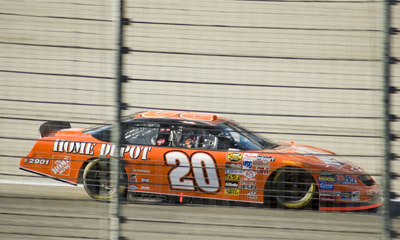
Tony Stewarts #20 Home Depot-Chevrolet

Der Wagen mit der Startnummer 20 und Home Depot wurde erstmals in der Saison 1999 beim Daytona 500 von Tony Stewart eingesetzt, der ihn direkt auf den zweiten Startplatz qualifizierte. Im Verlauf der Saison gewann er drei Rennen sowie den Titel als Rookie of the Year. Stewart gewann seit seinem Debüt in diesem Wagen über 30 Rennen sowie die Meisterschaft in den Jahren 2002 und 2005. Zur Saison 2009 verließ er sein langjähriges Team, um in seinem eigenen Rennstall, Stewart-Haas Racing, zu starten.
Von 2013 bis 2017 fuhr Matt Kenseth für Joe Gibbs Racing den Wagen mit der Startnummer 20. Sein Nachfolger wurde zwischen den Saisonen 2018 und 2020 Erik Jones, der von Furniture Row Racing wechselte. Seit 2021 fährt Christopher Bell die #20 und stoß damit in der Saison 2022 bis in die Championship 4 vor.
Tony Stewart wählte die Startnummer 20 für den Wagen als besondere Art der Ehrung für den ehemaligen Besitzer eines Sprint Car-Teams Glen Neibel, der seine Wagen mit derselben Startnummer mit nur sechs anstatt der üblichen acht Zylinder ins Rennen schickte, um die Wagen leichter zu machen.

### Wagen #80
Gelegentlich setzt Joe Gibbs Racing einen vierten Wagen mit der Startnummer 80 ein. Aric Almirola absolvierte in diesem in der Saison 2007 sein Debüt im Nextel Cup auf dem Las Vegas Motor Speedway. Er sollte auch die Nextel All-Star Challenge sowie das Coca-Cola 600 fahren, konnte aber aufgrund eines Trainingsunfalls in den Rennen nicht antreten. Almirola trennte sich vom Team, so dass neue Pläne für den Einsatz des Wagens evaluiert werden.

## Xfinity Series

### Wagen #18

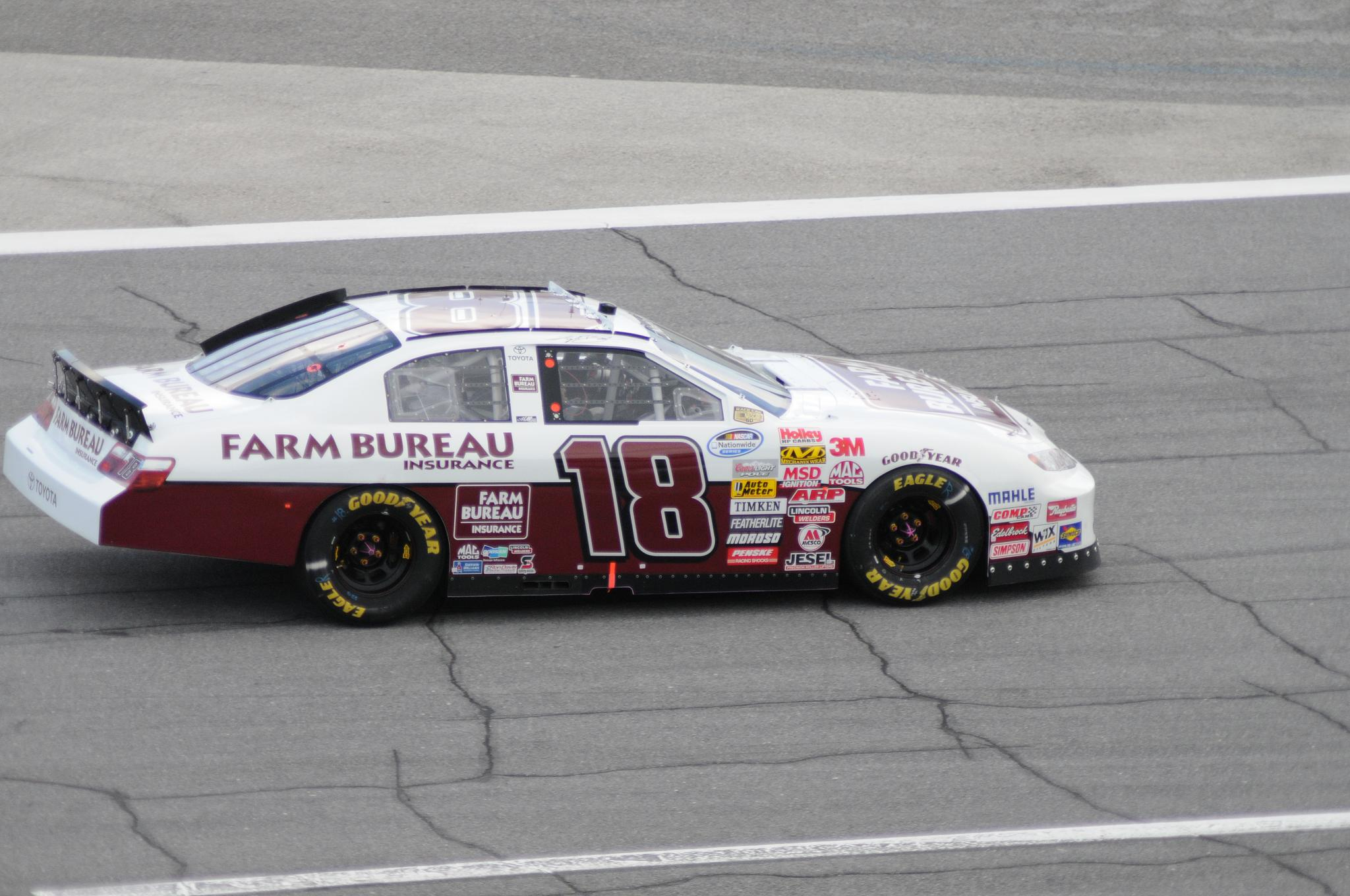
Die #18 in Daytona 2008

Der Wagen mit der Startnummer 18 kam zu Joe Gibbs Racing, als er den Shell Oil-Pontiac mit der Startnummer 44 von Bobby Labonte übernahm, der zuvor das Team leitete. Das Debüt für Joe Gibbs Racing hatte der Wagen beim Camping World 300NAPA Auto Parts 300 der Saison 1998 mit Tony Stewart am Steuer. Er qualifizierte sich auf Platz neun und beendete nach einem Unfall das Rennen auf Platz 31. Beim darauffolgenden Rennen auf dem Rockingham Speedway startete Stewart von der Pole-Position, führte 60 Runden und wurde Zweiter. Insgesamt absolvierte er 22 Rennen in dieser Saison, erzielte fünf Top-5-Ergebnisse und zwei Pole-Positionen. Neben Stewart fuhr Labonte in dieser Saison fünf Rennen und gewann das Diamond Hill Plywood 200. Zur Saison 1999 wechselte die Startnummer von 44 in 11 und MBNA wurde neuer Hauptsponsor. Labonte fuhr nur ein Rennen, bevor er sich beim Qualifying auf dem Darlington Raceway an der Schulter verletzte. Im weiteren Verlauf der Saison fuhr Jason Leffler vier Rennen mit der Nummer 18 und erzielte sein bestes Ergebnis auf dem Memphis Motorsports Park mit einem 20. Platz.
Leffler fuhr den Wagen die komplette Saison 2000, erzielte eine Pole-Position auf dem Texas Motor Speedway sowie drei Top-10-Ergebnisse. Am Ende der Saison wechselte er zu Chip Ganassi Racing und wurde durch Jeff Purvis ersetzt. Purvis hatte einen guten Start in die Saison und lag in der Meisterschaft auf Platz sieben, wurde aber nach dem GNC Live Well 200 im Zusammenhang mit Sponsorenangelegenheiten entlassen. Mike McLaughlin übernahm das Steuer und wurde siebter in der Meisterschaft. Trotz einer sieglosen Saison 2002 verbesserte er sich auf Platz vier. Da Joe Gibbs seinem Sohn Coy Gibbs ein Cockpit zur Verfügung stellen wollte, musste McLaughlin das Team verlassen. In seiner Saison als Rookie erzielte Gibbs zwei Top-10-Ergebnisse und wurde hinter David Stremme zweiter in der Rookie-Wertung. Trotz Vigoro und The Home Depot als neuen Sponsor entschied sich das Team, nur zeitweise in der Saison 2004 an den Start zu gehen. Labonte kehrte für zwei Rennen und J.J. Yeley für 17 Rennen zurück. Letztgenannter erzielte dabei vier Top-10-Ergebnisse. In der Saison 2005 fuhr Yeley den Wagen die komplette Saison, erzielte zwölf Top-10-Ergebnisse und wurde Elfter in der Meisterschaft. In der Saison 2006 verbesserte er sich mit drei Pole-Positionen, neun Top-5- und 22 Top-10-Ergebnissen auf Platz fünf in der Meisterschaft.
Im November 2006 unterschrieb Brad Coleman bei Joe Gibbs Racing und fährt 17 der insgesamt 35 Rennen. Er teilt sich das Cockpit mit Tony Stewart, Aric Almirola und Kevin Conway. Die erste Pole-Position in der Busch Series erzielte Coleman auf dem Talladega Superspeedway, von der er auf Platz neun fuhr. Zudem erzielte er Top-10-Ergebnisse auf dem Circuit Gilles-Villeneuve sowie Watkins Glen International.
2008 wird der Wagen von Kyle Busch und Denny Hamlin gefahren.

### Wagen #19
Der Wagen mit der Startnummer debütierte beim Carquest Auto Parts 300 der Saison 2005 auf dem Lowe’s Motor Speedway mit Banquet Foods als Sponsor und Bobby Labonte als Fahrer. Labonte fuhr sieben Rennen und erzielte drei Top-10-Ergebnisse. Nachdem Labonte zu Petty Enterprises wechselte, übernahm Aric Almirola das Steuer für sieben Rennen in der Saison 2006. Neben Almirola fuhr Tony Stewart in ausgewählten Rennen den Wagen, setzte aber seine Crew aus dem Nextel Cup ein.

### Wagen #20

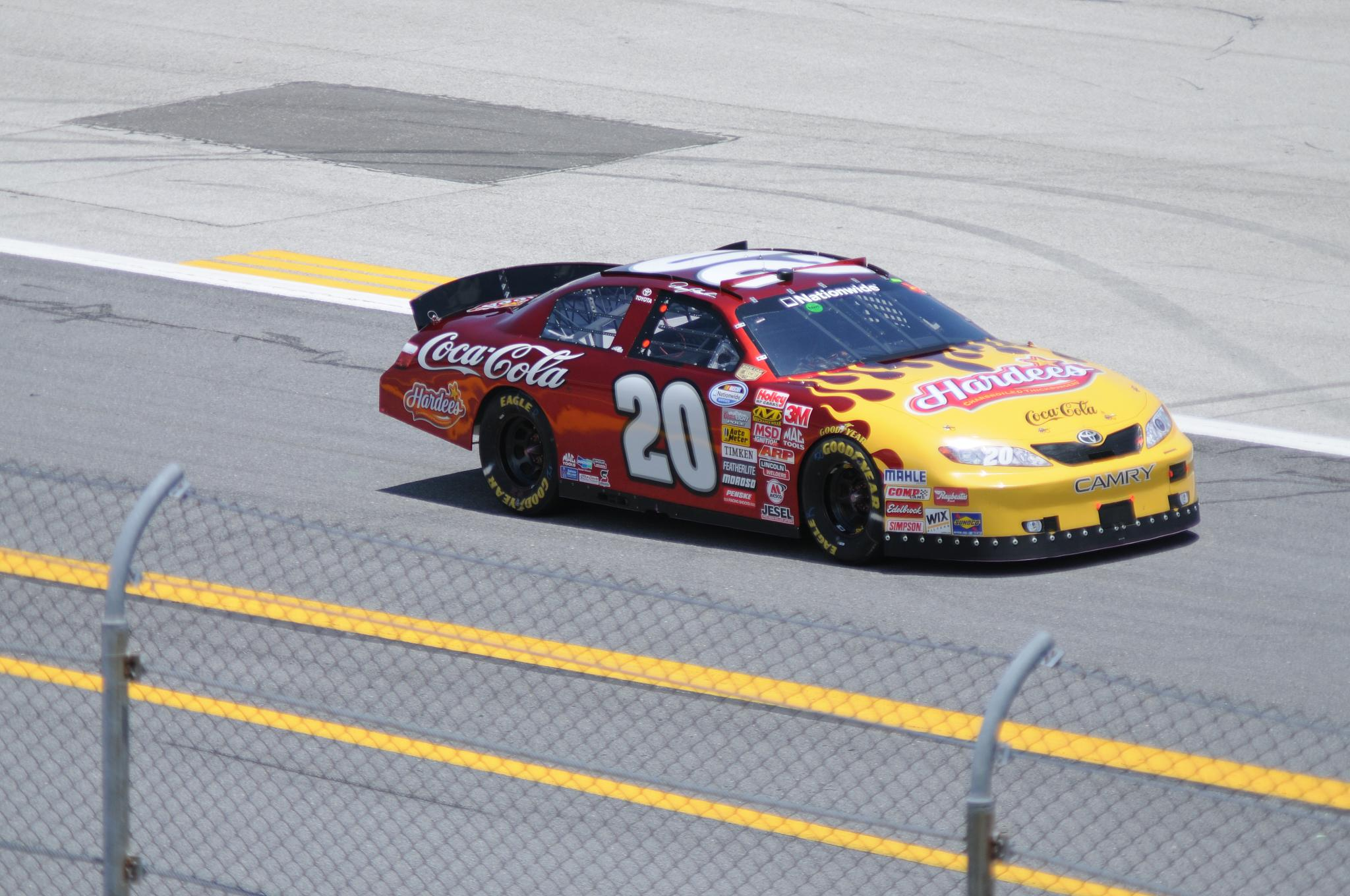
Die Nummer 20 in Daytona, 2008

Nachdem Joe Gibbs Racing das Team von Gary Bechtel im Jahre 2000 gekauft hatte, wurde Porter-Cable neuer Hauptsponsor. Obwohl Jeff Purvis als Fahrer drei Rennen aussetzte, erzielte er mit elf Top-10-Ergebnissen und einer Pole-Position den elften Platz in der Meisterschaft. Zu Beginn der Saison 2001 wechselte der Wagen die Startnummer von 4 in 20 und Mike McLaughlin wurde der neue Fahrer. Auch ohne Hauptsponsor gewann McLaughlin das NASCAR Subway 300 und wurde Sechster in der Meisterschaft. In der Saison 2002 fuhr Coy Gibbs fünf Rennen mit ConAgra Foods als Sponsor im Wagen mit der Startnummer 20. Sein bestes Ergebnis war ein 14. Platz auf dem Kentucky Speedway.
Nachdem Gibbs in den Wagen mit der Startnummer 18 wechselte, wurde er in der Saison 2003 durch Mike Bliss und Rockwell Automation als Sponsor ersetzt. Bliss erzielte 14 Top-10-Ergebnisse und wurde Zehnter in der Meisterschaft. In der Saison 2004 gewann er auf dem Lowe’s Motor Speedway und erzielte drei Pole-Positionen. Im Jahre 2005 übernahm Denny Hamlin den Wagen, erzielte elf Top-10-Ergebnisse und belegte am Saisonende Platz fünf in der Meisterschaft. Hamlin fuhr auch die komplette Saison 2006, in der er zwei Rennen gewinnen konnte und Vierter in der Meisterschaft wurde. In der Saison 2007 teilen sich Hamlin und Almirola den Wagen.

## Auszeichnungen

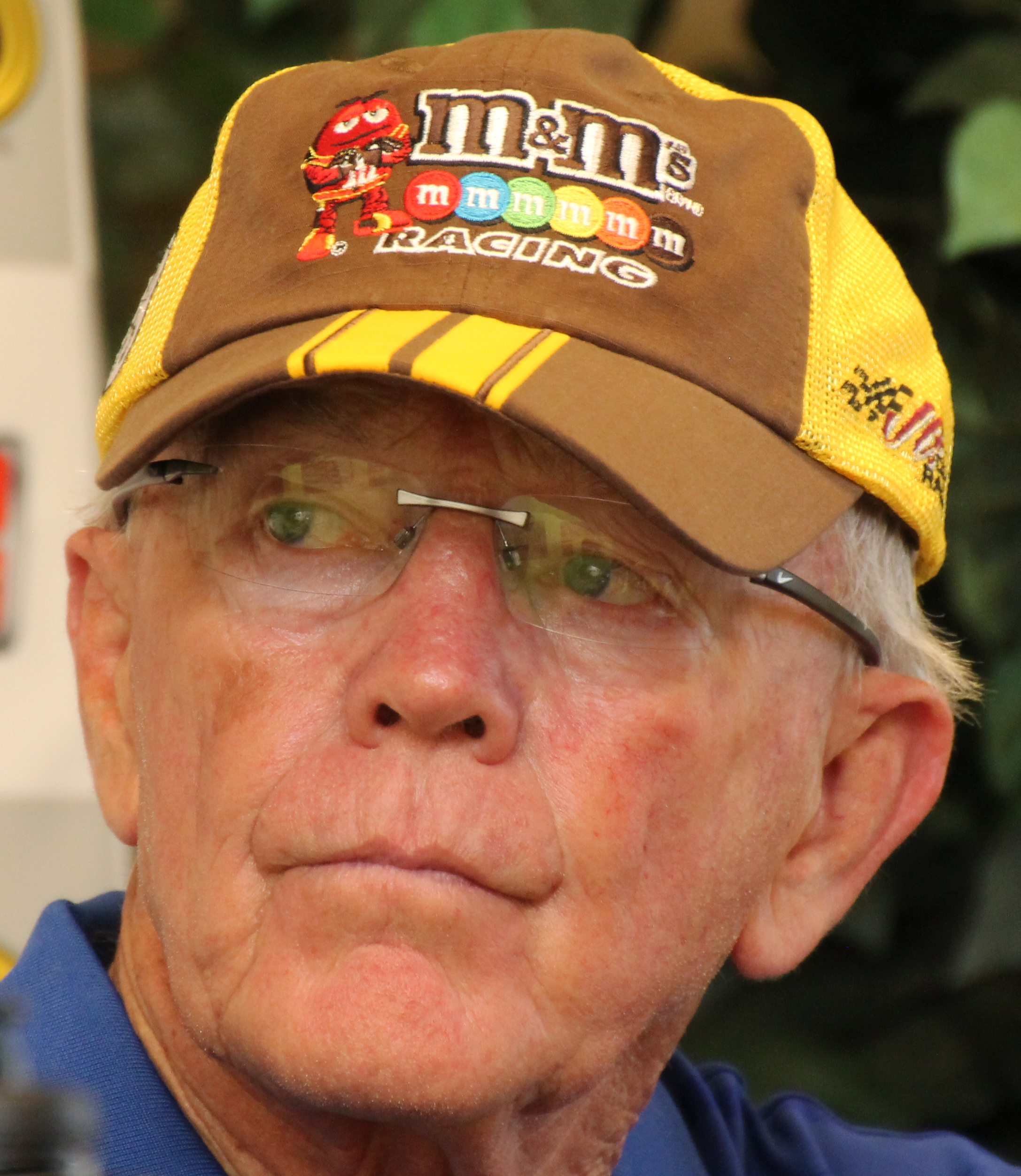
Gibbs, 2015

### Sprint-Cup-Meisterschaften
- 2002, 2005 – Tony Stewart
- 2000 – Bobby Labonte
- 2015 – Kyle Busch
- 2019 – Kyle Busch

### Rookie of the Year
- 2006 – Denny Hamlin
- 1999 – Tony Stewart

### Grand National Division, Busch East Series
- 2007 – Joey Logano

### NHRA
- 1996 – Jim Yates Pro Stock
- 1997 – Jim Yates Pro Stock